# Борьба за киевскую митрополию (1379—1389)
Борьба за киевскую митрополию в 1379—1389 годах — церковный кризис, разгоревшийся на Руси. 
В этот период, из-за разногласий князя Дмитрия Донского и нестабильной из-за гражданских войн и переворотов Константинопольской патриархии (в лице нескольких сменивших друг друга патриархов) место митрополита Киевского и Всея Руси поочередно и одновременно занимали несколько церковных иерархов, некоторые из которых занимали это место только де юре, а другие вершили дела из Москвы де факто. В основном борьба разворачивалась между Киприаном, митрополитом литовским, и его соперниками.
Помимо летописей, важнейшим источником об этом является византийское Соборное постановление 1389 года, подытожившее события.

## Хронология и участники
|          | 1328            | 1347                            | 1352                            | 1353                            | 1354                            | 1355-1362                       | 1362-1375                       | 1375                                     | 1378                                     | 1379                                     | 1380                          | 1381                          | 1382                          | 1383                          | 1384                          | 1385                          | 1386                          | 1387                          | 1388                          | 1389                          | 1406                                                                              |
| -------- | --------------- | ------------------------------- | ------------------------------- | ------------------------------- | ------------------------------- | ------------------------------- | ------------------------------- | ---------------------------------------- | ---------------------------------------- | ---------------------------------------- | ----------------------------- | ----------------------------- | ----------------------------- | ----------------------------- | ----------------------------- | ----------------------------- | ----------------------------- | ----------------------------- | ----------------------------- | ----------------------------- | --------------------------------------------------------------------------------- |
| Феогност | митрополит Руси | митрополит Киевский и Всея Руси | митрополит Киевский и Всея Руси | митрополит Киевский и Всея Руси |                                 |                                 |                                 |                                          |                                          |                                          |                               |                               |                               |                               |                               |                               |                               |                               |                               |                               |                                                                                   |
| Феодорит |                 |                                 | митрополит Литовский            | митрополит Литовский            | митрополит Литовский            |                                 |                                 |                                          |                                          |                                          |                               |                               |                               |                               |                               |                               |                               |                               |                               |                               |                                                                                   |
| Роман    |                 |                                 |                                 |                                 |                                 | митрополит Литовский            |                                 |                                          |                                          |                                          |                               |                               |                               |                               |                               |                               |                               |                               |                               |                               |                                                                                   |
| Алексий  |                 |                                 |                                 |                                 | митрополит Киевский и Всея Руси | митрополит Киевский и Всея Руси | митрополит Киевский и Всея Руси | митрополит Киевский и Всея Руси          |                                          |                                          |                               |                               |                               |                               |                               |                               |                               |                               |                               |                               |                                                                                   |
| Киприан  |                 |                                 |                                 |                                 |                                 |                                 |                                 | митрополит Киевский, Русский и Литовский | митрополит Киевский, Русский и Литовский | митрополит Киевский, Русский и Литовский | митрополит Малой Руси и Литвы | митрополит Малой Руси и Литвы | митрополит Малой Руси и Литвы | митрополит Малой Руси и Литвы | митрополит Малой Руси и Литвы | митрополит Малой Руси и Литвы | митрополит Малой Руси и Литвы | митрополит Малой Руси и Литвы | митрополит Малой Руси и Литвы | митрополит Малой Руси и Литвы | де юре и де факто митрополит Киевский и Всея Руси (включая де юре западные земли) |
| Киприан  |                 |                                 |                                 |                                 |                                 |                                 |                                 |                                          | де юре                                   | де юре                                   |                               | де факто                      | де факто                      |                               |                               |                               |                               |                               |                               |                               | де юре и де факто митрополит Киевский и Всея Руси (включая де юре западные земли) |
| Митяй    |                 |                                 |                                 |                                 |                                 |                                 |                                 |                                          | де факто                                 | де факто                                 |                               |                               |                               |                               |                               |                               |                               |                               |                               |                               |                                                                                   |
| Пимен    |                 |                                 |                                 |                                 |                                 |                                 |                                 |                                          |                                          |                                          | де юре                        | де юре                        | де юре                        | де юре                        | де юре                        |                               |                               |                               |                               |                               |                                                                                   |
| Пимен    |                 |                                 |                                 |                                 |                                 |                                 |                                 |                                          |                                          |                                          |                               |                               | де факто                      | де факто                      |                               |                               |                               |                               | де факто                      | де факто                      |                                                                                   |
| Дионисий |                 |                                 |                                 |                                 |                                 |                                 |                                 |                                          |                                          |                                          |                               |                               |                               |                               | де юре                        | де юре                        |                               |                               |                               |                               |                                                                                   |

### Список митрополитов Киевских и Всея Руси (с кафедрой в Москве)
| Чехарда патриархов Константинопольских | Чехарда патриархов Константинопольских |
| -------------------------------------- | -------------------------------------- |
| Исидор I                               | 17 мая 1347 — 2 декабря 1349           |
| вакантен                               |                                        |
| Каллист I                              | 10 июня 1350— 1353                     |
| Филофей                                | сентябрь 1353— 1355                    |
| повторно Каллист I                     | январь 1355 — август 1363              |
| вакантен                               |                                        |
| повторно Филофей                       | 8 октября 1364 — конец 1376            |
| Макарий                                | 1376—1379                              |
| Нил                                    | конец 1379 — 1 февраля 1388            |
| вакантен                               |                                        |
| Антоний IV                             | 12 января 1389 — июль 1390             |
| повторно Макарий                       | август 1390—1391                       |
| повторно Антоний IV                    | март 1391 — май 1397                   |

| Илл. | Имя              | Начало                                      | Конец                                 | Примечание |
| ---- | ---------------- | ------------------------------------------- | ------------------------------------- | --- |
|      | Алексий (Бяконт) | 1354                                        | 1378, 12 февраля                      | |
|      | Киприан          | 1378, февраль (де юре)                      | 1380, июнь (де юре)                   | Соборное деяние патриарха Филофея 1375 года разделило митрополию на западную и восточную, и Киприан был назначен митрополитом «Киевским и Литовским» при жизни Алексия, с тем условием, что после смерти Алексия все земли Киевской митрополии должны объединиться под властью Киприана. Де юре после смерти Алексия он стал митрополитом Русским, однако это назначение не было утверждено в Константинополе. |
|      | Михаил (Митяй)   | 1378, зима-весна (де факто)                 | 1379, 29 сентября (де факто)          | Де факто. Наречённый князем Дмитрием Донским митрополит. Не подтвержден константинопольской патриархией. |
|      | Пимен            | 1380, июнь (де юре); 1382, осень (де факто) | 1384 (де юре); 1383, весна (де факто) | Назначен митрополитом в Константинополе; не признан Дмитрием Донским, находился в заключении с осени 1381 до осени 1382 года, после чего был прощен князем и принял кафедру в Москве. В 1383 снова попал в опалу, и по просьбе князя в 1384 году снят патриархом с должности. |
|      | Киприан          | 1381 (де факто)                             | 1382 (де факто)                       | В это время де юре был только митрополитом Малой Руси. Был принят как митрополит в Москве князем Дмитрием Донским во время заточения Пимена, однако это не признавалось патриархией. |
|      | Дионисий         | 1384 (де юре)                               | 1385 (де юре)                         | Назначен по просьбе князя митрополитом в Константинополе. Все это время провел в путешествии и в тюрьме в Киеве. |
|      | Пимен            | 1388, апрель (де факто)                     | 1389, июль (де факто)                 | Несмотря на то, что снят с должности патриархом, снова был принят князе в Москве как законный митрополит. |
|      | Киприан          | 1390                                        | 1406                                  | Повторно. На сей раз и де юре, и де факто, и объединив обе части митрополии. |

## Предыстория: тяга к развалу митрополии
Большая территория митрополии ко 2-й половине XIII века постепенно оказывалась неудобной для церковного управления, в связи с тем, что северо-восточные земли оказались в составе Великого княжества Московского, а юго-западные — в составе Великого княжества Литовского, Русского, Жемойтского и иных. Возникло тяготение к разделению митрополии на две части. Когда около 1299 года резиденция митрополита всея Руси Максима была перенесена из Киева во Владимир-на-Клязьме (с 1325 года — в Москву), для управления юго-западной частью митрополии константинопольский патриарх Афанасий в 1303 году возвёл галицкого епископа Нифонта в сан митрополита. Образовалась Галицкая митрополия.
Вдобавок, по требованию великого князя литовского Гедимина, около 1317 года констатинопольским патриархом Иоанном Гликой была создана недолговечная православная митрополия Литвы с центром в литовском Новгородке — Малом Новгороде (позже резиденция — в Вильне), на которую был поставлен митрополит Феофил (первый и последний на этой кафедре). (См.: Православие в Великом княжестве Литовском).
В сентябре 1347 года император Иоанн VI Кантакузин и патриарх Исидор сменили традиционный титул митрополита Руси (митрополитом с 1328 был Феогност) на титул «митрополита Киевского и всея Руси» и потребовали от епископов Малой Руси подчиниться Феогносту. Западные митрополиты, однако, не хотели подчиняться.

### Феогност и Феодорит

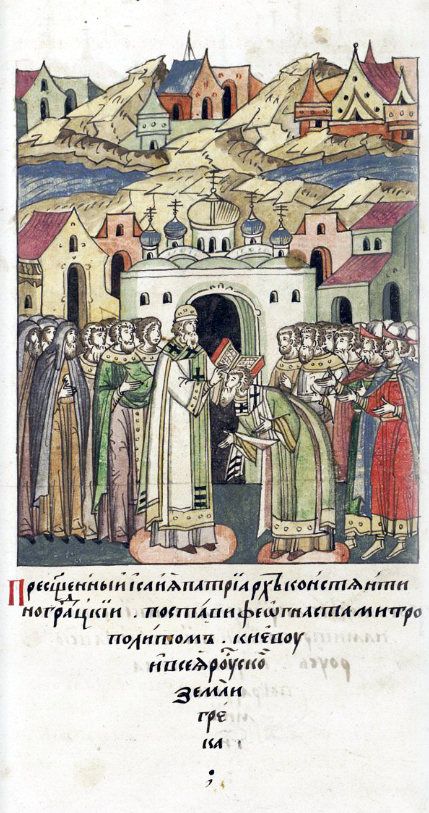
Патриарх Исайя ставит Феогноста в митрополиты Руси

Ещё при жизни митрополита Феогноста, в конце 1352 года, в Константинополе появился инок Феодорит с ложным сообщением о смерти главы Русской Церкви, добивавшийся своего поставления на якобы вакантную митрополичью кафедру. Неизвестно достоверно, был ли он ставленником Ольгерда или же его брата — православного волынского князя Любарта. Константинопольский патриарх отказался поставить Феодорита в митрополиты Литовские. Его кандидатура была отвергнута константинопольским правительством Кантакузина, но поддержана враждебной Кантакузину балканской коалицией сторонников Иоанна Палеолога, поэтому его, в нарушение канонических правил, хиротонисал патриарх тырновский Феодосий. Из-за отсутствия документов неизвестен точный титул Феодорита, с которым он был поставлен в Тырново; Мейендорф допускает, что это мог быть титул «Митрополита Киевского и всея Руси». Греки сочли поставление Феодорита неканоническим и обозвали литвинов огнепоклонниками.
Несмотря на неканоничность поставления, Феодорит был принят в Киеве, ещё не входившем в Великое Княжество Литовское, и его власть был склонен признать Новгородский архиепископ Моисей, недовольный политикой митрополита Феогноста и великого князя Симеона. Так, в адресованном Моисею патриаршем послании 1354 года предписывалось подчиняться законно поставленному митрополиту — святителю Алексию, а не Феодориту.

### Алексий и Роман
Митрополит киевский Феогност умер 11 марта 1353, и 30 июня 1354 года константинопольский патриарх Филофей возвёл в ранг митрополита угодного Орде его ученика Алексия. Сидевший в Киеве митрополит Феодорит не хотел подчиняться. Вскоре он, видимо, умер, так как в 1355 году его место занял Роман, которому также покровительствовал Ольгерд. Роман также был возведен на литовскую кафедру тырновским патриархом, но видимо, её до своего приезда в Константинополь.

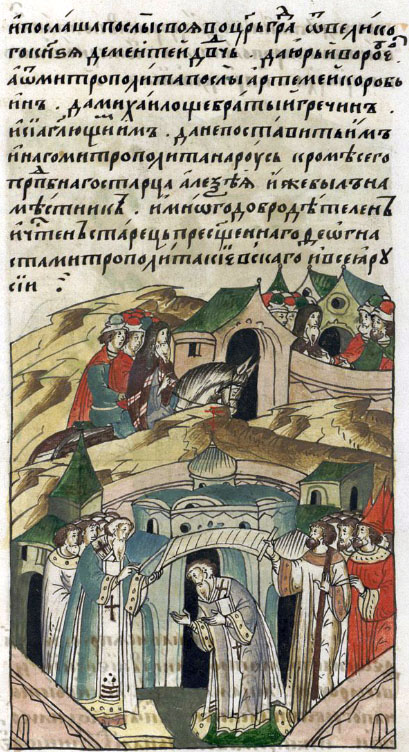
Патриарх Филофей ставит Алексия митрополитом Киевским.

Вероятно, сменивший патриарха Филофея (1353—1354, 1364—1376) патриарх Каллист (1350—1353, 1355—1364; смена патриархов была вызвана междоусобной войной в Византии) поставил Романа на восстановленную Литовскую митрополию (ок. 1317 — ок. 1330) с кафедрой в Новогрудке, включавшую в себя Полоцкую и Туровскую епархии и епархии Малой Руси (земли бывш. Галицко-Волынского княжества). Остальная часть митрополии вместе с Киевом сохранялась за святителем Алексием вместе с титулом «митрополита всея Руси». Однако Роман сразу же нарушил определённые ему пределы, направив своих послов в Тверь к епископу Феодору (одновременно послов к нему отправил и Алексий).
Митрополит Филофей в июне 1354 года постфактум утвердил перенос кафедры митрополитов из Киева во Владимир-на-Клязьме и поставил Алексия (Бяконта) в митрополита Киевского и всея Руси с пребыванием в Москве. За Киевом был сохранён статус «первого митрополичьего престола».
Осенью 1355 года Алексий отправился вновь в Константинополь (куда ещё раньше прибыл его соперник Роман) решать вопрос о правомочности раздела митрополии. По словам летописца, «тамо межи ими бысть спор велик и грьцем дары от них великы». Результатом явилось подтверждение со стороны патриарха прежних условий, и Алексий зимой 1355/1356 годов вернулся на Русь.
Опираясь на военные успехи Ольгерда, подчинившего своей власти к концe 1350-х годов, Брянское княжество, ряд смоленских уделов и Киев, Роман, в нарушение условий поставления на митрополию, распространил свою власть на Брянск и Киев. В январе 1359 года Алексий отправился в Киев (вероятно, чтобы заручиться поддержкой южнорусских князей), но был захвачен Ольгердом, ограблен и заточён; его жизнь находилась под угрозой. Однако Алексию удалось бежать, и в 1360 году он вернулся в Москву. В том же году, вновь нарушая условия, митрополит Роман прибыл в Тверь. По жалобам Алексия, патриарх Каллист разбирал вопрос о границах Киевской и Литовской митрополий на константинопольском синоде в июле 1361 года и подтвердил условия 1354 года. За Романом остались закрепленными епископии Литвы (Полоцкое, Туровское и Новгородское епископства) и епархии Малой Руси.
Спор Романа, присвоившего себе титул митрополита Киевского и всея Руси, с Алексием за Киев закончился со смертью Романа в 1362 году. После его смерти актом патриарха Каллиста вторая русская митрополия в очередной раз была упразднена.
В 1362 году литовские князья освободили от татарской власти районы южнее киевской области и галицких земель, присоединив таким образом древнюю Белгородскую (Аккерман) епархию и часть молдо-влашских земель, православное население которых окормлялось галицкими епископами. Но константинопольский патриарх, стремясь сохранить мирные отношения с Ордой, отдал всю Русь во власть Алекси́я, который, не посещая юго-западных епархий, содействовал военной и политической экспансии Московского княжества в тверские и смоленские земли. Алексия около десяти лет поддерживал патриарх Филофей.

## Развитие кризиса

### Алексий и Киприан

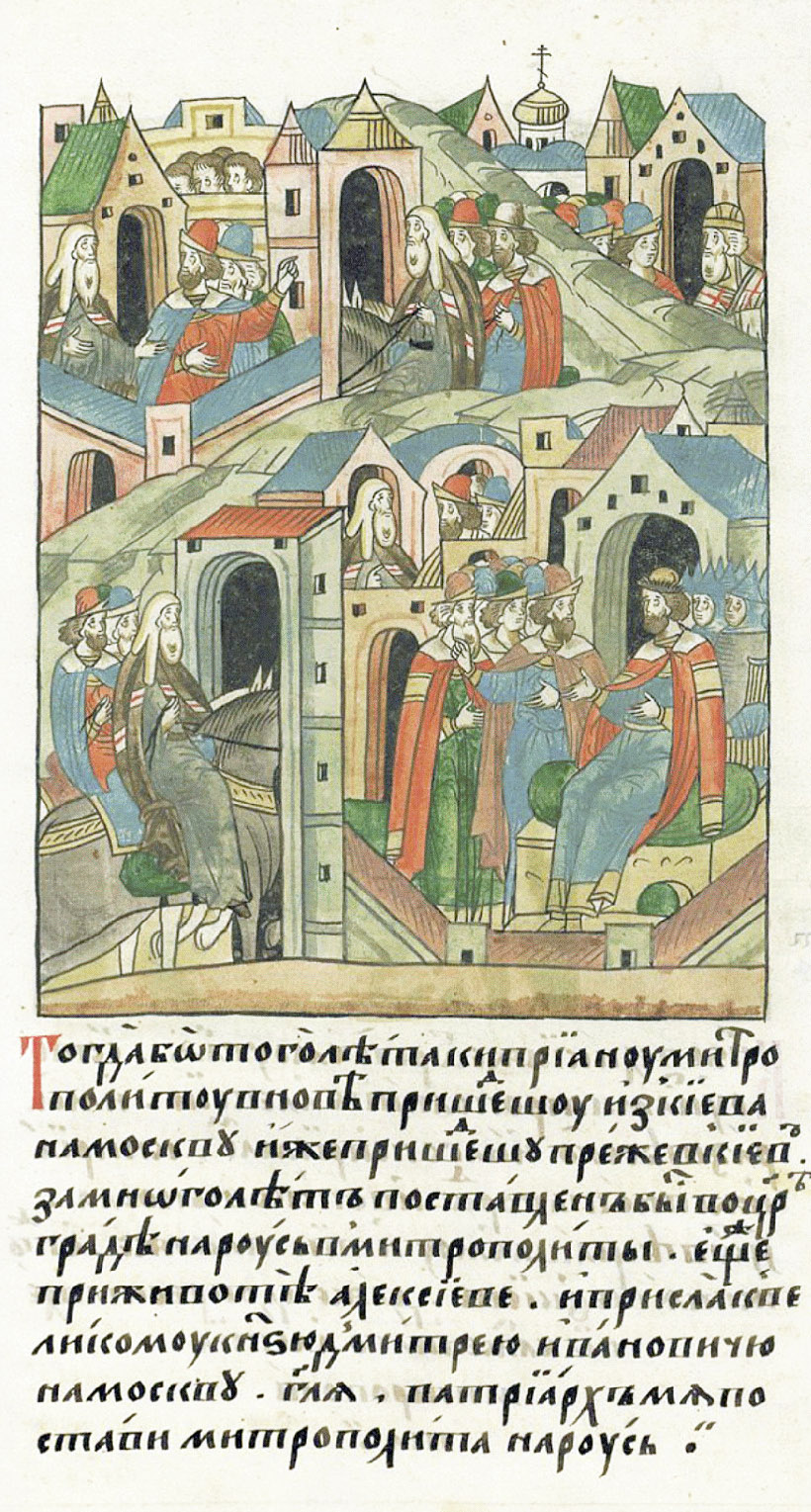
Тогда ведь, в том году, Киприан митрополит впервые пришел из Киева в Москву, придя прежде в Киев; много лет назад поставлен был в Царьграде на Русь в митрополиты, еще при жизни Алексия. И прислал к великому князю Дмитрию Ивановичу на Москву, глаголя: «Патриарх меня поставил митрополитом на Русь». Князь же великий отказал ему, говоря: «Есть у нас митрополит Алсксий, и мы, кроме него, иного не приемлем».

Однако конфликт не утих. В итоге Алексий не имел доступа в епархии Киевской митрополии, расположенные на землях Великого княжества Литовского, все связи между частями митрополии были прерваны, назначения и вызовы митрополита не осуществлялись, в отсутствие верховного пастыря церковная жизнь приходила в расстройство, литовские князья добивались поставления особого митрополита, угрожая принятием митрополита «от латинской церкви». В частности, в 1371 году Ольгерд Гедиминович просил у Константинопольского патриарха Филофея особого митрополита в Киев с властью на Смоленск, Тверь, Новосиль Малую Русь и Нижний Новгород.Угроза становилась тем более реальной, что 13 февраля 1375 г. была создана новая провинция католической Церкви с центром в Галиче (с 1412 — во Львове).
Наконец патриарх согласился на «временное» разделение Русской митрополии из-за непримиримых противоречий между Московским и Литовским великими княжествами: ранее Алексий поддержал князя Дмитрия Донского в его конфликте с соседями.
Соборное деяние патриарха Филофея 1375 года (текст не сохранился): ещё при жизни митрополита Алексия 2 декабря 1375 года константинопольский патриарх Филофей Коккин рукоположил своего приближенного — болгарина Киприана на епархию «Малой России» с титулом «митрополит Киевский и Литовский». При этом Алексий оставался митрополитом Великороссии, и, несмотря на различие в титулах, было совершенно ясно, что Киприан ставится по существу на уже занятую кафедру. После смерти Алексия, согласно соборному постановлению, Киприан должен был распространить свои полномочия на всю митрополию, Киприан должен был стать «одним митрополитом всея Руси».
В Москве получение Киприана митрополией было воспринято как успех вражеской Литвы и вызвало отрицательную реакцию. Дальнейшее поведение Киприана усилило отторжение: зимой 1376—1377 года в Новгород прибыли его послы с сообщением, что его «благословил» патриарх Филофей митрополитом «на всю Русскую землю», то есть Киприан попытался распространить свою власть и на те земли, которые должны были оставаться под властью Алексия.
Кроме того, как явствует из источников, против Алексия были выдвинуты некие обвинения, как считали в Москве — Киприаном. Для их расследования в Москву в начале 1376 года прибыли послы патриарха, которые были восприняты враждебно. Вероятно, именно тогда князь Дмитрий Донской и Алексий решили, что преемником митрополита должен стать не Киприан, а москвич Митяй, так как в этом году его постригли в монашество с именем Михаил.
Осенью 1376 года был низложен, а затем умер патриарх Филофей. Возможно, это побудило князя направить послов в Константинополь с жалобой на решение о разделении митрополии. Послы утверждали, что Киприан был поставлен незаконно, в нарушение канонов, при жизни законного митрополита Алексия, «который заочно и без суда лишен был церкви». Может быть, тогда же был поднят вопрос о кандидатуре Митяя как преемника Алексия.

### Митяй и Пимен
12 февраля 1378 года в Москве скончался Алексий, и встал вопрос по поводу его замены: согласно соборному постановлению 1375 года Киприан должен был «подхватить» вторую часть митрополии, однако великий князь не был с этим согласен.
Дмитрий Донской пожелал, чтобы митрополитом стал его духовник и друг Митяй (Михаил) и назначил его на эту должность своей волей. Наследование митрополичьего престола, судя по данным ранних источников, было согласовано с Алексием, который ранее мог направить новому патриарху Макарию послание с просьбой поставить Митяя в митрополиты всея Руси.

Однако это назначение и наглое поведение Митяя вызвало недовольство русского духовенства. Митяй был обязан получить подтверждение от константинопольского патриарха, иначе это назначение было незаконным. Поэтому в сопровождении клирика, с казной и грамотами Митяй в 1380 году отправился в путешествие. На поставление в Константинополь Митяй отправился через Сарай, где заручился поддержкой правившего ордой темника Мамая. О поездке повествует летописная «Повесть о Митяе».

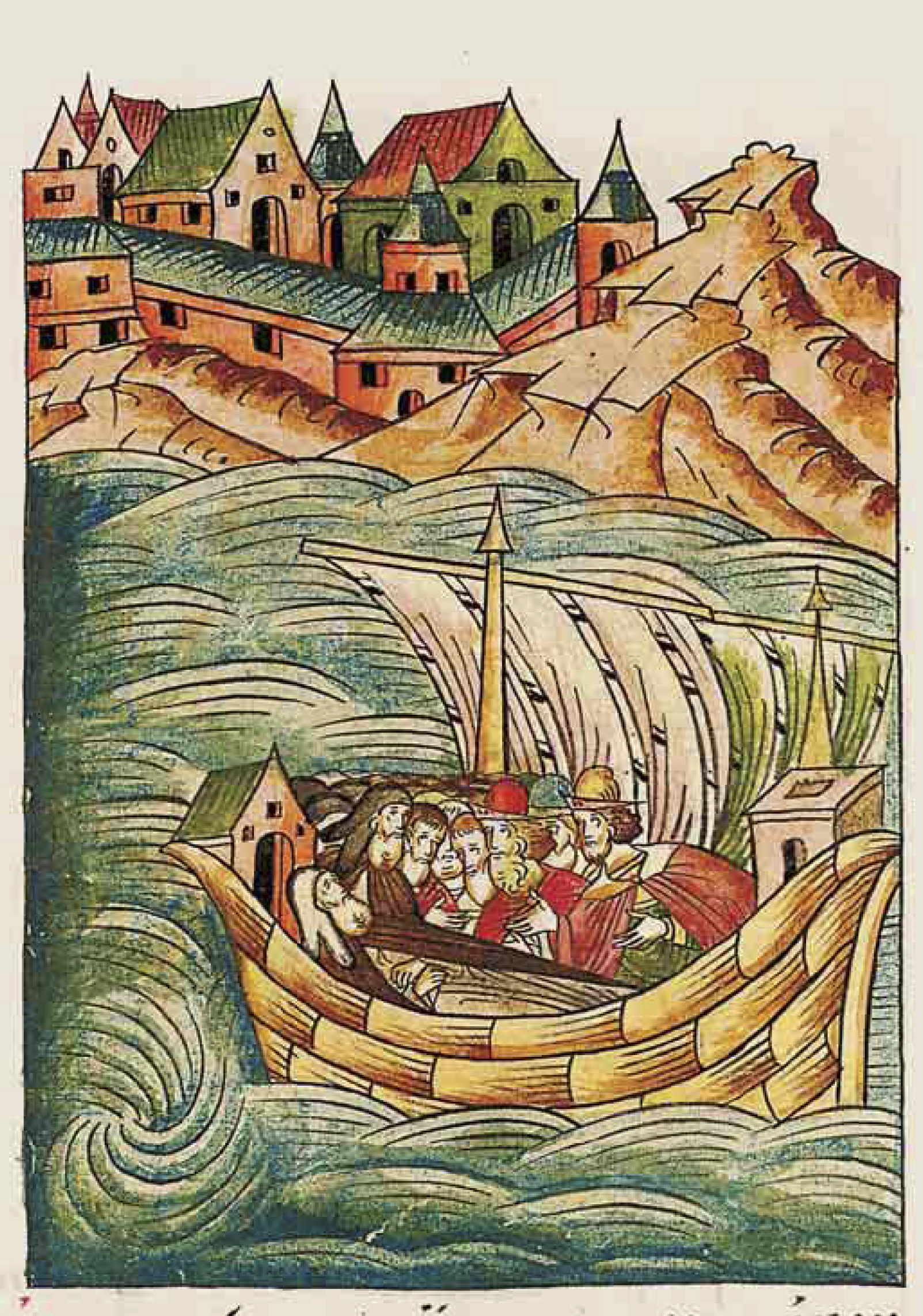
Смерть Митяя на корабле.

Другой русский кандидат на пост — Дионисий, хотел опередить Митяя и ехать в Константинополь сам, но был задержан и взят под стражу великим князем. Желая освободиться, Дионисий дал обещание не ехать в Константинополь и представил за себя порукою Сергия Радонежского. Но как только получил свободу, по вызову патриарха, поспешил вслед за Митяем, чем «подставил» Сергия перед князем (в итоге, чтобы спасти троицкую братию от князя Сергий основал Симонов монастырь). В Константинополе Дионисий пробыл более года.
Русскую Церковь после отбытия Митяя в качестве местоблюстителя митрополичьего престола в период с конца июля 1379 года — до весны 1381 года возглавлял епископ Коломенский Герасим, благословивший русские войска перед Куликовской битвой 1380 года. 
Когда Митяй пересёк Чёрное море и уже приближался к Царьграду, он прямо на корабле заболел и внезапно умер. Сопровождающая его свита с митрополичьей казной пребывала в полной растерянности. Однако, посовещавшись, они решили не возвращаться в Москву без митрополита, а избрать из сопровождавших Митяя клириков другого кандидата. После бурных дебатов был избран переяславский архимандрит Пимен.
Заняв у генуэзцев значительную сумму и воспользовавшись незаполненными княжескими грамотами, которые были у Митяя, они самовольно написали послание греческому императору и патриарху, прося поставить на русскую митрополию архимандрита Пимена. Архимандрит Высоко-Петровского монастыря Иоанн, который был в составе делегации, грозился раскрыть обман, но коллеги заковали его в оковы и не допустили до патриарха (Иоанна тоже предлагали в митрополиты). Также в составе делегации, кроме Иоанна и Пимена, были Мартин Коломенский, представители московского и владимирского духовенства и монашества, печатник Дорофей, многочисленные митрополичьи бояре и как великокняжеский посол - боярин Юрий Васильевич Копевин-Олешинский.

### Киприан и Пимен

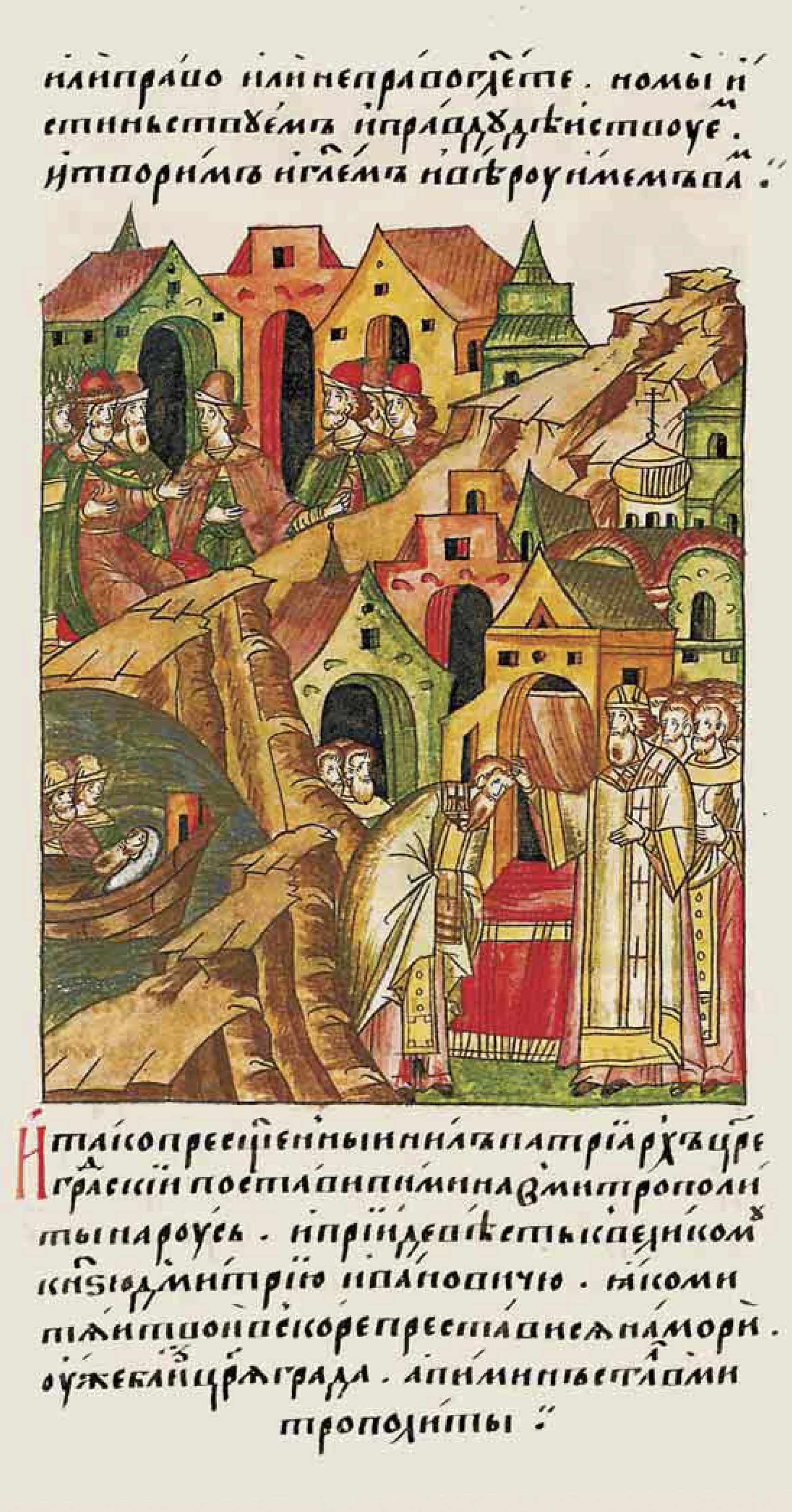
«Нил, патриарх Царьградский, поставил Пимена в митрополиты всея Руси».

Узнав о кончине Алексия 12 февраля 1378 года, Киприан, который должен был унаследовать место Алексия и объединить метрополию, написал 3 июня из Любутска игуменам Сергию Радонежскому и Феодору Симоновскому о своем намерении прибыть в Москву. Однако волей великого князя он допущен не был в Москву и, более того,  ограблен и после краткого заключения с позором выдворен за пределы княжества. Киприан поспешил под защиту Дмитрия и Владимира Ольгердовичей и 23 июня написал второе послание игуменам Сергию и Феодору, в котором доказывал недопустимость поставления митрополита «по завещанию». А Дмитрий Донской, организаторы и причастные к нападению, были специальным посланием Киприана отлучены от церкви и прокляты по чину псалмокатары «по правилам святых отцов».
В феврале 1379 года Киприан, который хотел возглавить обе части митрополии, отправился в Константинополь бороться за кафедру и успел прибыть к собору, свергавшему патриарха Макария. В июле Киприан участвовал в заседании Синода и 6 октября 1379 года, и уже как «митрополит всея Руси», а не только Малой, подписал постановление патриархата. Вслед за Макарием, после периода «междуцарствия», во время которого приехала делегация Пимена, в мае или июне 1380 года патриархом стал Нил.
Император и патриарх вначале отказались ставить на Русь Пимена, так как ранее ими уже был назначен Киприан, перед которым патриархией была поставлена задача объединить духовно Русь и Литву, к чему он готовился в предыдущие годы. Грамоты от князя, однако, содержали жалобы на неканоническое поставление Киприана.
В итоге, обсудив желание Дмитрия Донского назначить патриархом Пимена, Собор, созванный в июне 1380 года, постановил поставить Пимена митрополитом Киевским и Великой Руси (таким образом в титуле оказалось закреплено предшествующее разделение митрополии). Соборное деяние патриарха Филофея 1375 года было признано недействительным. Киприан же, который в соборном акте характеризуется не иначе как «второй Роман», был осуждён. Он должен был сложить титул митрополита Киевского, а также «быть изгнан не только из Киева, но и вообще из пределов Руси, поелику он получил Церковь обманом и, как сказано, поставлен неканонически, ещё при жизни законного митрополита, оного кир Алексия…». Однако в итоге он был оставлен митрополитом Литвы и Малороссии, с тем условием, что по его смерти Пимен распространит свою власть и на западные епархии. Киприан покинул Константинополь до соборного решения, тем самым избавив себя от соборного суда. (То есть из "митрополита Киевского, Русского и Литовского" он стал просто "митрополитом Малой Руси и Литвы").
Уже после поставления Пимена до патриарха дошли слухи о подлоге. Члены делегации были вызваны к патриарху Нилу и допрошены, однако отрицали обвинения. После этого Пимен с грамотами о поставлении, был отпущен с делегацией на родину.

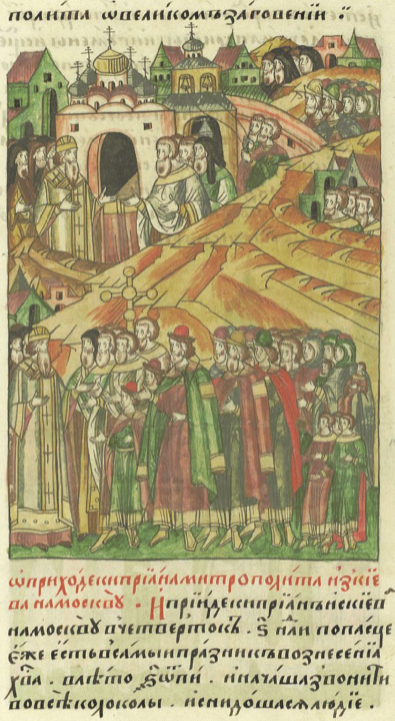
Приезд митрополита Киприана на Русь и его торжественная встреча

Дмитрий Донской не захотел признать Пимена митрополитом, и пока тот ещё оставался в Константинополе и только начинал свою дорогу домой, в феврале 1381 года послал в Киев своего духовника Феодора Симоновского за Киприаном, звать его на митрополию в Москву (ранее в 1380 году Киприан, возможно, оказал ему некую политическую услугу, способствовавшую победе на Куликовом поле). И Киприан, несмотря на то, что канонически он уже не мог претендовать на митрополию Всея Руси, приехал в Москву 23 мая 1381 года, в день Вознесения Господня, где его со всеми почестями торжественно встретил великий князь. Эта внезапная симпатия князя к Киприану была связана с поворотом московской политики к большей независимости от Орды после победы на Куликовом поле в 1380 году. В условиях закрепления за Москвой роли центра консолидации русских земель и борьбы с Ордой Киприан превратился в естественного союзника Дмитрия.
Тем временем Пимен прибыл на Русь поздней осенью 1381 года, где по приказу князя был встречен в Коломне, арестован, а люди князя «сняша белыи клобук с главы его» и конфисковали ризницу. Пимен был отправлен в сопровождении боярина И. Г. Чуровича (Драницы) в заточение в Заволжье — в Чухлому, а спустя год переведен в Тверь. Его спутники также были подвергнуты различным наказаниям, как гласит соборное постановление 1389 года, «[князь] Пимена, как сделавшегося митрополитом против его желания и виновного в злоумышлении и обмане, заключает под стражу; послов же, которые ему содействовали, одних лишает имущества, других наказывает ссылкою, некоторых — темницею и ударами, а иных подвергает тягчайшей казни — предает смерти».
Константинопольский патриарх писал великому князю и убеждал его призвать Пимена на Москву, а «незаконного» Киприана удалить, «почитая недобрым делом, если человек, получивший рукоположённие от церкви, каким бы то ни было образом подвергнется телесному бедствию от мирских властей».
Нашествие Тохтамыша 1382 года показало, что политический поворот симпатий князя был временным и все-таки Орда остается крайне сильной. Фигура Киприана, неприемлемая для Константинополя, была неприемлема и для Сарая, так как он не мог представлять Константинополь, а его деятельность по объединению Руси в противостоянии Орде не могла быть неизвестна при ханском дворе. В октябре Киприан, из-за нашествия бежавший в Тверь, покинул кафедру и уехал в Литву. Вероятно, князь заподозрил его в пролитовских симпатиях и сближении с князем тверским Михаилом Александровичем, претендовавшим на великое княжение Владимирское и тайно отправившимся в Орду за ярлыком в начале сентября того же года, а также «разгнева бо ся на него великыи князь Дмитреи того ради, яко не седел в осаде на Москве».
Пимен был возвращён из тверской ссылки и занял престол митрополии всея Руси. Дмитрий вернулся к политике создания собственной митрополии.

### Дионисий и Пимен
Позже Пимен опять впал в княжескую опалу и Дмитрий Донской выбрал нового кандидата на митрополию — суздальского епископа Дионисия, друга Киприана. Он находился в Константинополе. В 1381 году патриарх Нил возвел его в архиепископы, наделил правами патриаршего экзарха и повелел бороться против возмущений стригольников. Дионисий вернулся на Русь из Константинополя в конце 1382 года.
Дионисий и племянник преподобного Сергия Феодор Симоновский повели против Пимена непримиримую борьбу. В июне 1383 года Дионисий вместе с Феодором были отправлены великим князем в Константинополь для решения вопросов «о управленьи митропольи Русския». Князь просил патриарха поставить Дионисия на русскую митрополию, а на Пимена написал «многие обвинения». (Соборный акт 1389 года сообщает, что русские послы привезли готовое осуждение Пимена. Этот же соборный акт обвиняет и Дионисия (тогда уже покойного), в попытке захвата власти).
По гипотезе Флори, поездку Дионисия следует связать с соглашением, заключенным между Дмитрием и великим князем литовским Ягайло: тот обещал принять православие и жениться на дочери Дмитрия. Дионисий должен был объединить под своей властью западно-русскую часть митрополии, все ещё возглавляемую Киприаном, и великорусскую, во главе которой находился Пимен.
Для суда над Пименом патриарх отправил на Русь двух своих митрополитов по имени Матфей и Никандр, которые прибыли в Москву зимой 1384 года и, по свидетельству летописи, «позываху Пумина в Царьград». Разобрав дело Пимена, они нашли его виновным и объявили низверженным.
Патриарх Нил осудил и лишил сана митрополита Пимена. Вместо него на митрополичью кафедру решили избрать того же Дионисия. Принято считать, что на родину Дионисий прибыл в сане митрополита: по меньшей мере о его поставлении в Константинополе говорят летописи. Однако о. Иоанн Мейендорф вполне обоснованно предполагает, что Дионисий, оставшись пока в прежнем сане, должен был до соборного решения временно управлять митрополией. Только после этого, не нарушая на этот раз канонов, его можно было поставить митрополитом.
Дионисий, однако, был митрополитом недолго и только де-юре. Весной 1384 года на обратном пути Дионисий был задержан киевским князем Владимиром Ольгердовичем и брошен в темницу, он был обвинен в том, что поехал в Константинополь «без повеления» литовских князей. К этому времени Ягайло разорвал соглашение с Димитрием Донским, и ему было невыгодно отстранение Киприана, которого Литва продолжила считать законным. 15 октября 1385 года Дионисий скончался и был похоронен в Киево-Печерском монастыре.

### Киприан и Пимен
В начале мая 1385 года Пимен, по приказу двух константинопольских митрополитов, приехавших в Москву ранее, отправился в Константинополь в сопровождении игумена Ростовского Авраамия. Затем туда с запросом «о управление митрополия» выехал Феодор Симоновский, желавший свидетельствовать против Пимена. Пимен, «изверженный из Церкви… бежал оттуда [из Руси], сложил с себя монашеские одежды, надел мирские и после долгих скитаний с места на место достигнул царствующего града. Здесь, жалуясь на неправду, сильно настаивал на том, что он обижен» и требовал соборного суда в своем присутствии. Туда же был вызван Киприан для канонического разбирательства своей деятельности. В столицу он прибыл вместе с патриаршими послами, которые закончили в Москве следствие по делу Пимена. 

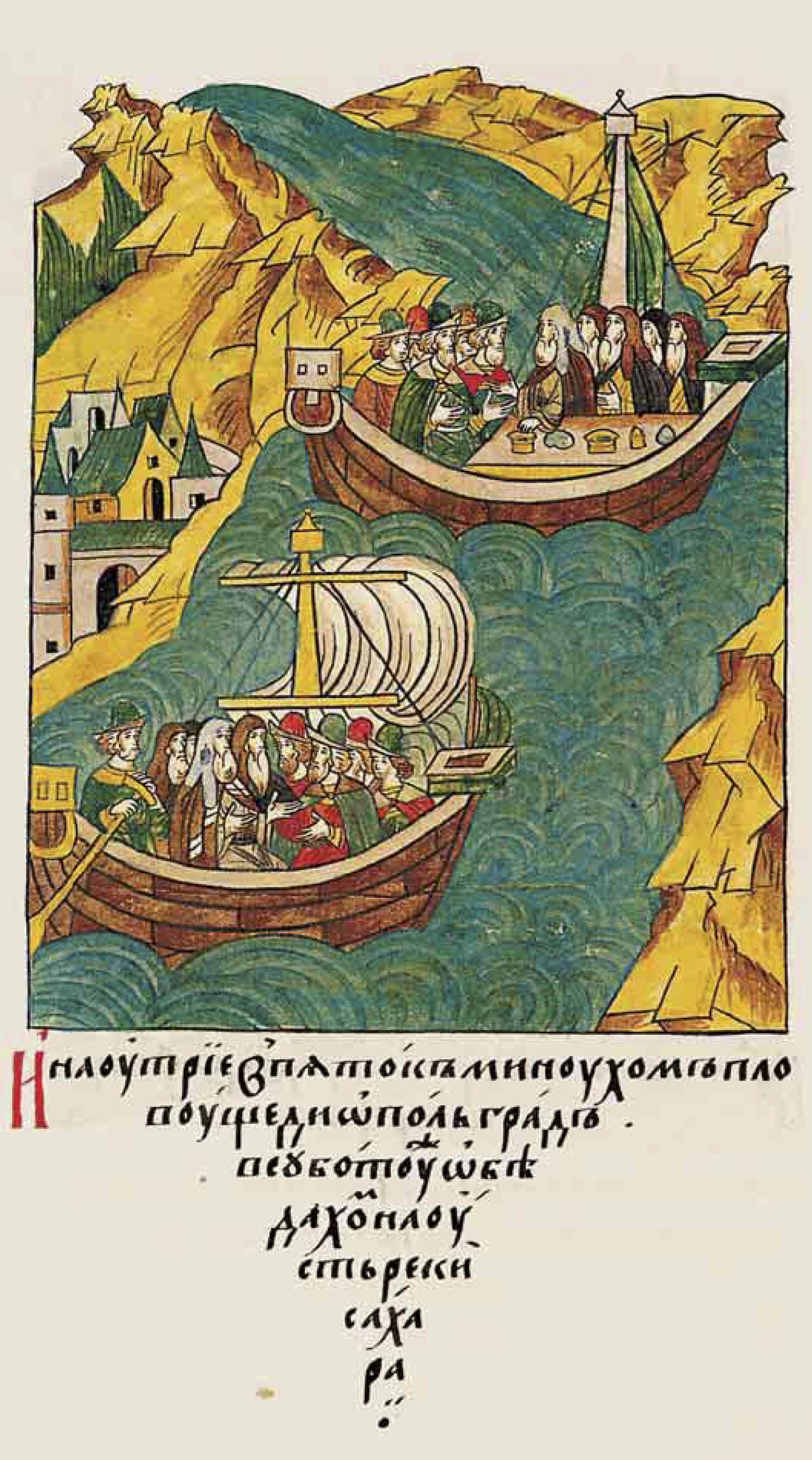
Отъезд Пимена в Константинополь в 1389 году.

В течение своего пребывания в городе Киприан неоднократно как митрополит участвовал в заседаниях Синода. Ему явно покровительствовал император Иоанн V, который теперь продолжал политику своего тестя Иоанна Кантакузина. 29 мая 1387 года император просил у Синода отсрочить суд над Киприаном, так как тот нужен был ему для выполнения важного поручения. Киприан вновь отправился на Малую Русь и в Литву, где занимался различными политическими поручениями (при этом патриарх Нил запретил ему въезжать в Великую Русь). Летом 1387 года Киприан убедил литовского князя Витовта возглавить сопротивление польско-латинской экспансии в Литве и заложил основу будущего союза великих княжеств Литовского и Московского: он обручил дочь Витовта Софью с московским княжичем Василием.
Тем временем Феодор Симоновский перешел на сторону Пимена и они тайно покинули Константинополь, и будучи обнаружены посланцами императора и патриарха, наотрез отказались вернуться. 6 июля 1388 года Пимен возвратился в Москву «без исправы», однако был принят Дмитрием как законный митрополит, несмотря на решение патриарха.
После кончины Нила и свержения вернувшегося на патриаршее место Макария новым патриархом стал Антоний IV, давний  сторонник Киприана. Поместный Собор в феврале 1389 года подтвердил низложение и отлучение Пимена (в его отсутствие), восстановив Киприана в правах митрополита Киевского и всея Руси. Сохранилось соборное определение патриарха Антония IV о низложении Пимена в феврале 1389 года (важнейший источник информации). В соборном определении утверждалось единство митрополии «впредь во все веки», и подчёркивалась особенная заинтересованность в этом императора, «оберегателя и защитника права и пользы». Киприан должен оставаться на митрополии до конца своей жизни, в постановлении восстанавливалось действие Соборного деяния патриарха Филофея 1375 года, устанавливавшего, что после смерти Алексия все земли Киевской митрополии должны объединиться под властью Киприана.
13 апреля 1389 года Пимен вынужден был снова поехать в столицу Византии на церковный суд, очевидно, не зная об уже вынесенном приговоре. Он уехал вопреки воле князя. Иноком Игнатием Смольнянином было составлено описание последнего путешествия — «Книга хожений». На Чёрном море Пимен был схвачен и заключен в оковы своими генуэзскими кредиторами. Уплатив им значительную сумму, он с трудом освободился от них. Прибыл в Константинополь, уехал из города, стал уклоняться от неоднократных вызовов на суд. Когда Пимен не явился на 3-й вызов, было принято решение о его низложении и конфискации имущества, которое должно было отойти к Киприану, как к законному главе Русской Церкви, и к Феодору в возмещение его убытков. 11 сентября 1389 года Пимен скончался в Халкидоне и был похоронен в Галате.
19 мая 1389 умер великий князь Дмитрий Донской, важнейший фактор этой смуты.
1 октября 1389 года Киприан покинул Константинополь и через Киев 6 марта 1390 года прибыл в Москву. Единство митрополии было, наконец восстановлено, правда скорее формально, так как епархии Галицкой Руси остались под властью польского короля, и русскому митрополиту въезд в них был невозможен.
Оставшись последним выжившим Киприан благополучно правил метрополией до своей кончины в 1406 году. В 1409 году при митрополите всея Руси Фотии окончательно была ликвидирована Галицкая митрополичья кафедра. В 1415—1420 годах в ходе борьбы против польского влияния в великом княжестве Литовском был избран свой митрополит без санкции Константинополя. Им стал Григорий Цамблак. (Далее см.: Киевская митрополия до 1458 года).